# Moby Dick (beloega)
Moby Dick was de benaming voor een beloega die in 1966 naar Bonn zwom. Het dier is vernoemd naar de witte walvis in het boek Moby Dick van Herman Melville uit 1851.
Op 15 mei 1966 werd het dier voor het eerst waargenomen in de buurt van  Nijmegen. Op 18 mei werd het dier opnieuw waargenomen door een Duitse visser in de buurt van Duisburg. Deze verwittigde de politie, die hem een alcoholtest afnam, welke negatief uitpakte: er zwom echt een witte walvis op 300 kilometer van de oceaan. Er volgden vele pogingen om het dier te vangen. De directeur van de dierentuin van Duisburg, Wolfgang Gewalt, wilde het dier redden omdat het in zijn dierentuin beter af zou zijn dan in de zeer verontreinigde Rijn.  
Moby Dick zwom vanaf Duisburg weer terug naar Nederland en kwam via de IJssel en het IJsselmeer bij de sluizen van Kornwerderzand. Ondanks dat de zeesluis voor hem open was gezet, keerde het dier weer om en zwom het terug naar Duitsland. 
In Duitsland werd de reis van Moby Dick een echt mediaspektakel. In de grotere steden en op de bruggen stonden vele toeschouwers die een glimp van Moby wilden opvangen. Op 13 juni bereikte het verzwakte dier Bonn, de hoofdstad van West-Duitsland, waar de politici en journalisten een persconferentie in de Bondsdag onderbraken om de beloega te kunnen zien. Daarna ging Moby weer snel stroomafwaarts en passeerde al op 16 juni om 18.42 uur Hoek van Holland.
Volgens sommigen heeft de reis van Moby Dick een grote invloed gehad op de aanpak van de vervuiling van de Rijn.

## Trivia
- Het incident met de beloega is verwerkt in de roman Zoete mond (2009) van Thomas Rosenboom.
- In 2022 verdwaalde ook in de Seine een beloega. Dit exemplaar bereikte de open zee echter niet op eigen kracht, en stierf tijdens een reddingsoperatie.